# گذر اکبر
گذر اکبر فیلمی به کارگردانی محمدعلی زرندی و نویسندگی ایرج رضایی محصول سال ۱۳۵۱ است.

## خلاصه داستان
اکبر (رضا بیک ایمانوردی) پس از سرآمدن دورهٔ تبعیدش به تهران می‌رود تا در مراسم عروسی برادرش حبیب (داوود رشیدی) با مریم (فرشته جنابی) شرکت کند…

## موسیقی فیلم
موسیقی این فیلم توسط انوشیروان روحانی ساخته شده است. داریوش اقبالی قطعه «زندونی» (وقتی که دل تنگه فایده ش چیه آزادی) را در این فیلم اجرا کرده است. موسیقی این قطعه ساخته انوشیروان روحانی و ترانه اش سروده محمدعلی شیرازی (شاعر) است

## بازیگران
- رضا بیک ایمانوردی
- فرشته جنابی
- داوود رشیدی
- یدالله شیراندامی
- مهری ودادیان